# Ali Akbar Nateq Nuri

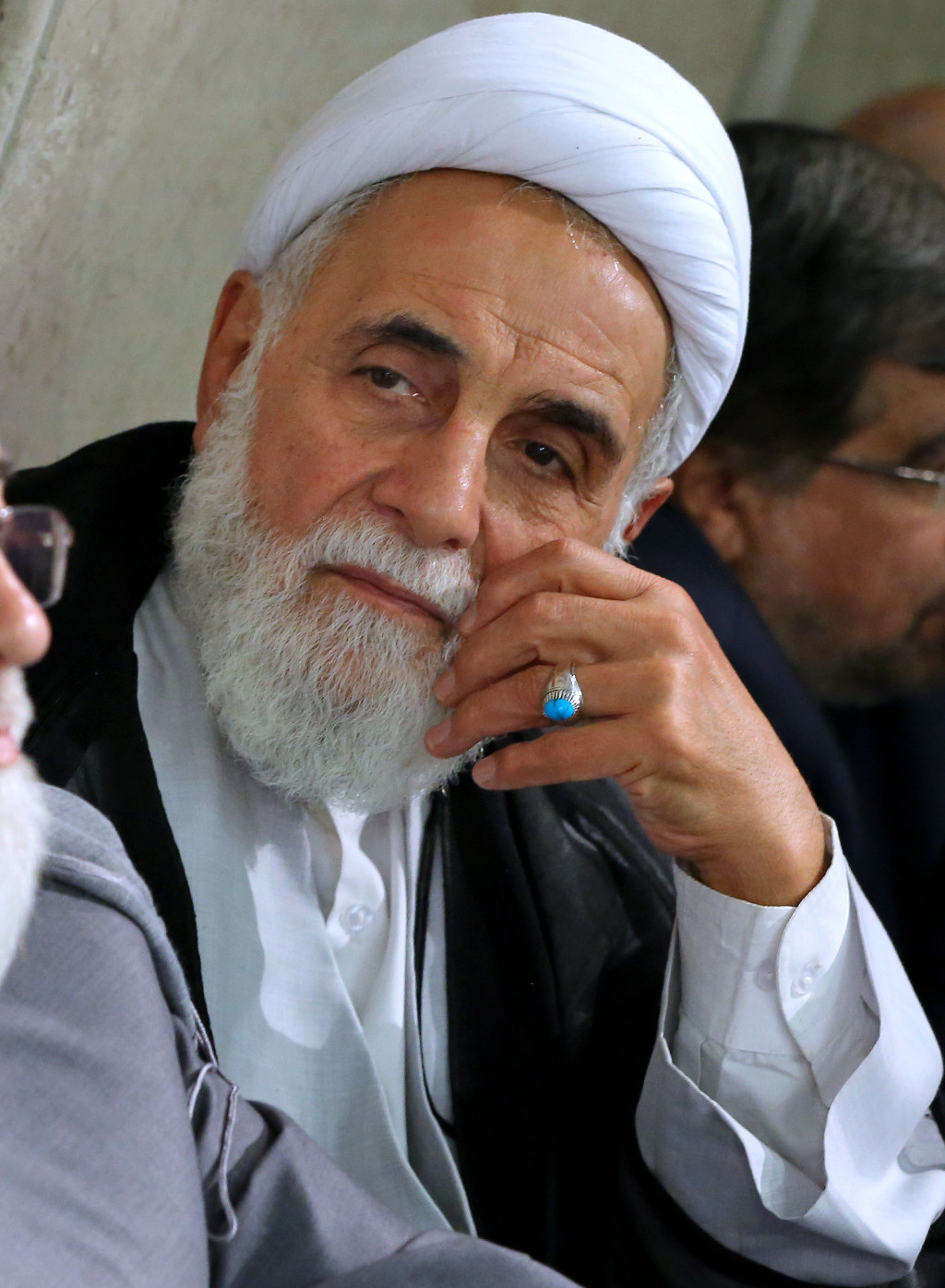
Ali Akbar Nateq Nuri, vor 2017

Ali Akbar Nateq Nuri (persisch علی‌اکبر ناطق نوری; * 1943) ist ein iranischer schiitischer Geistlicher mit dem religiösen Titel Hodschatoleslam und Politiker.
Nateq Nuri war von 1981 bis 1985 iranischer Innenminister unter Seyyed Ali Chamene'i und von 1996 bis 2000 Parlamentspräsident. Zur Präsidentenwahl 1997 wurde er als Kandidat der konservativen Geistlichen vom Obersten Rechtsgelehrten (Revolutionsführer) Seyyed Ali Chamene'i auserkoren. Nateq Nuris Niederlage in dieser Wahl gegen Mohammad Chatami bedeutete, nach Huschang Golschiri, ein erstes Aufkeimen liberaler Kräfte im iranischen Staatsgefüge und wurde als Beginn einer zweiten Revolution angesehen.
Zum Trost für diese Niederlage wurde Nateq Nuri in den direkten Beraterkreis des Revolutionsführers berufen. Anlässlich des 30. Jahrestags der iranischen Revolution sprach Nateq Nuri im März 2009 über Bahrain als „14. Provinz des Iran“, die Schah Mohammad Reza Pahlavi 1970 „einfach aufgegeben habe“. Damit löste er internationale Proteste aus, die im Abbruch der diplomatischen Beziehungen Marokkos zur Islamischen Republik Iran gipfelten.